# Fall Blau
Fall Blau, later Operatie Braunschweig genoemd, was een Duits zomeroffensief in 1942. Het doel was het op de Sovjets veroveren van olievelden in de zuidelijke Kaukasus en het vernietigen van het Rode Leger. Het offensief eindigde met de Duitse nederlaag in de Slag om Stalingrad.

## Verloop

### Aanloop
De operatie begon op 28 juni, toen het 4e Pantserleger oprukte richting de stad Voronezj. De Sovjets trokken zich hierop terug. De opmars werd vergezeld door Duitse luchtaanvallen, de Duitsers bezaten volledig luchtoverwicht. Op 5 juli kwam het 4e Pantserleger terecht in de slag om de stad Voronezj, tegen het Sovjet-Voronezjfront. Ze wonnen deze veldslag na heftige gevechten, maar het volgende doel van de operatie was een punt van heftige discussies tussen Hitler en generaal Von Bock.

### Splitsing van de legergroep
Hitler was meermaals door zijn generaals erop geattendeerd dat het verdelen van de krachten zou leiden tot een ernstige vertraging of ramp. Hitler dreef echter zijn zin door. Op 9 juli splitste Hitler het aanvalsleger in Heeresgruppe A en Heeresgruppe B. Het doel van Heeresgruppe A was om de olievelden in de Kaukasus te veroveren, die van Heeresgruppe B was om Heeresgruppe A te beschermen tegen aanvallen in de rug. Hitler voerde als reden voor de splitsing aan dat hij de belangrijke oliebronnen van de Kaukasus nodig had om de oorlog te kunnen voortzetten. Stalingrad moest worden ingenomen om deze inname van de oliebronnen te dekken. Reeds op 11 juli begon de Duitse opmars te vertragen vanwege een tekort aan brandstof.
Op 23 juli 1942 begon de tweede fase van het Duitse zomeroffensief onder de codenaam Operatie Braunschweig. Het doel van de operatie was de gelijktijdige opmars van de Duitse troepen naar de Kaukasus (Heeresgruppe A) als naar Stalingrad (Heeresgruppe B).

### Kaukasusveldtocht
Heeresgruppe A veroverde op 23 juli de stad Rostov, de poort tot de Kaukasus. Als reactie hierop riep Maarschalk Semjon Boedjonny op tot een terugtrekking naar de bergen en de rivier Terek. Stalin gaf toestemming hiervoor en gaf daarna order 227 'geen stap terug.' Het Duitse 17e leger trok samen met onderdelen van het 11e leger en het Roemeense 3e leger op naar de westelijke Kaukasus. Het Duitse 1e Pantserleger trok naar het zuidoosten. De Duitsers vielen de westelijke Kaukasus aan met gespecialiseerde bergtroepen. Ze vochten hevige gevechten met lokale Sovjettroepen in de Klukovpas, en veroverden daarna de Elbroes, de hoogste berg van Europa. Het 1e Pantserleger rukte op naar de Terek om die over te steken en de stad Tbilisi te veroveren. Hierna rukte het nog iets zuidelijker op. Maar de aanvallen verzwakten omdat er veel Duitse luchteenheden naar Stalingrad werden verplaatst. De Duitse aanval werd uiteindelijk op 27 september een halt toegeroepen bij Elchotovo. Ondertussen werd er in de westelijke Kaukasus aangevallen door Sovjet bergtroepen. Er waren nieuwe gevechten in de Klukovpas, zonder een beslissende veldslag. Ook verder naar het westen bleven gevechten onbeslist. De Duitsers trokken zich pas terug nadat ze dreigden omsingeld te worden.

### Slag om Stalingrad
Het splitsen van de Duitse troepen wordt gezien als de oorzaak voor de Duitse nederlaag in de Slag om Stalingrad. Het Duitse 6e Leger werd geheel vernietigd door het Rode Leger.

## Andere betekenis
De benaming Fall Blau was eerder gebruikt voor een studie door de Luftwaffe in 1938. De studie omvatte de voorbereiding tot een mogelijke Duitse aanval op het Verenigd Koninkrijk. Dit plan evolueerde later tot de zogenaamde Planstudie 1939, een essay over een algehele luchtoorlog.
Fall Blau · Fall Gelb · Fall Grün · Fall Grün 2 · Fall Rot · Fall Weiss